# Luis Sáinz de Medrano
Luis Sáinz de Medrano (* 28. November 1928 in Saragossa; † 4. Juli 2012 in Madrid) war ein spanischer Romanist, Hispanist und Hispanoamerikanist.

## Leben und Werk
Luis Sáinz de Medrano y Arce promovierte 1969 mit der Arbeit  La farsa y licencia de la Reina castiza de don Ramón del Valle Inclán. Estudio critico und war von 1979 bis 1993 als Nachfolger von Francisco Sánchez Castañer Professor für hispanoamerikanische Literatur an der Universität Complutense Madrid (Lehrstuhl Rubén Darío). Gleichzeitig war er Herausgeber der 1972  von seinem Vorgänger gegründeten Zeitschrift Anales de Literatura Hispanoamericana.
Sáinz war Ehrendoktor der Universität La Laguna (2005), Ehrenpräsident der Asociación Española de Estudios Literarios Hispanoamericanos (2000)  und Ehrenmitglied der Academia Nicaragüense de la Lengua.

## Werke (Auswahl)
- Historia de la literatura hispanoamericana  1. Hasta siglo XIX incl., Madrid 1976
- (Hrsg.) Homenaje a Francisco Sánchez-Castan̄er, 2 Bde., Madrid 1978–1979 (Anales de literatura Hispanoamericana 6 und 7)
- (Hrsg. mit anderen) Literatura hispanoamericana. Textos y comentarios, 2 Bde., Madrid 1986–1987, 2001
- Historia de la literatura hispanoamericana desde el modernismo, Madrid 1989, 1992
- (Hrsg.) Las vanguardias tardias en la poesia hispanoamericana. Actas,  Rom 1993
- Sor Juana Ines de la Cruz, Madrid 1995, 1997
- Pablo Neruda. Cinco ensayos, Rom 1996